# Harrisburg (Pennsylvania)
Harrisburg az amerikai Pennsylvania állam székhelye, Dauphin megye központja. Az állam városai közül csak a kilencedik legnépesebb Philadelphia, Pittsburgh, Allentown, Erie, Reading, Scranton, Bethlehem és Lancaster után.
A város a Susquehanna folyó partján fekszik, Philadelphiától 169 km-re nyugat-északnyugati irányban. A város fontos szerepet játszott az Egyesült Államok történelmében a nyugati irányú terjeszkedés, az amerikai polgárháború és az ipari forradalom idején. A 19. században a várost érintő csatorna és vasútvonal kiépítése nyomán a térség egyik legiparosodottabb városává vált.

## Népesség
| Lakosok száma | 49 528 | 50 099 | 50 135 |
|               | 2010   | 2020   | 2021   |

## Fordítás
- Ez a szócikk részben vagy egészben a Harrisburg, Pennsylvania című angol Wikipédia-szócikk ezen változatának fordításán alapul.  Az eredeti cikk szerkesztőit annak laptörténete sorolja fel. Ez a jelzés csupán a megfogalmazás eredetét és a szerzői jogokat jelzi, nem szolgál a cikkben szereplő információk forrásmegjelöléseként.